# Joensuu Wolves 2014
Questa voce raccoglie le informazioni riguardanti gli Joensuu Wolves nelle competizioni ufficiali della stagione 2014.

## Naisten I-divisioona 2014

### Stagione regolare
| Joensuu 18 maggio 2014, ore 12:00 1ª giornata | Joensuu Wolves | 30 – 0 | Kouvola Indians | Koilispuiston Tekonurmi |

| Mikkeli 25 maggio 2014, ore 12:30 2ª giornata | Mikkeli Bouncers | 40 – 30 | Joensuu Wolves | Urpolan tekonurmi |

| Joensuu 8 giugno 2014, ore 18:00 3ª giornata | Joensuu Wolves | 38 – 46 | Kuopio Steelers | Koilispuiston Tekonurmi |

| Porvoo 15 giugno 2014, ore 13:00 4ª giornata | Porvoon Butchers | 32 – 22 | Joensuu Wolves | Porvoon Pallokenttä |

| Joensuu 6 luglio 2014, ore 12:00 5ª giornata | Joensuu Wolves | 36 – 20 | Hyvinkää Falcons | Koilispuiston Tekonurmi |

| Tampere 19 luglio 2014, ore 12:00 7ª giornata | Tampere Saints | 48 – 0 | Joensuu Wolves | Pyynikin urheilukenttä |

| Joensuu 27 luglio 2014, ore 12:00 Recupero 6ª giornata | Joensuu Wolves | 38 – 44 | Hämeenlinna Huskies | Koilispuiston Tekonurmi |

## Statistiche di squadra
| Competizione      | %Vittorie | In casa | In casa | In casa | In casa | In casa | In casa | In trasferta | In trasferta | In trasferta | In trasferta | In trasferta | In trasferta | Totale | Totale | Totale | Totale | Totale | Totale |
| Competizione      | %Vittorie | G       | V       | N       | P       | Pf      | Ps      | G            | V            | N            | P            | Pf           | Ps           | G      | V      | N      | P      | Pf     | Ps     |
| ----------------- | --------- | ------- | ------- | ------- | ------- | ------- | ------- | ------------ | ------------ | ------------ | ------------ | ------------ | ------------ | ------ | ------ | ------ | ------ | ------ | ------ |
| Stagione regolare | .286      | 4       | 2       | 0       | 2       | 142     | 110     | 3            | 0            | 0            | 3            | 52           | 120          | 7      | 2      | 0      | 5      | 194    | 230    |
| Totale            | .286      | 4       | 2       | 0       | 2       | 142     | 110     | 3            | 0            | 0            | 3            | 52           | 120          | 7      | 2      | 0      | 5      | 194    | 230    |